# فيودور الأول
فيودور الأول إيفانوفيتش (بالروسية: Фёдор I Иванович) ـ (31 مايو 1557 ـ 16 يناير 1598) هو آخر قياصرة روسيا من أسرة روريك (1584 ـ 1598)، وهو ابن القيصر إيفان الرابع (الرهيب) من زوجته الأولى أناستاسيا رومانوفنا. ولد في موسكو وتُوج قيصرًا وحاكمًا أوحد لروسيا في 31 مايو 1584.
كان فيودور الأول معتل الصحة، ويقال أيضًا إنه كان ضعيف العقل، مما جعله مجرد حاكم اسمي، وكان الحاكم الفعلي في عهده هو شقيق زوجته ووزيره المؤتمن بوريس غودونوف، الذي لم يلبث ـ عقب وفاة فيودور بلا ذرية ـ أن نصب نفسه قيصرًا على عرش روسيا، لينتهي بذلك حكم أسرة روريك، ويبدأ أيضًا انحدار روسيا إلى ما سمي زمن المحن.